# Motel Shot
Motel Shot è il quarto album in studio del gruppo musicale statunitense Delaney & Bonnie & Friends, pubblicato nel 1971.

## Tracce
1. Where the Soul Never Dies (tradizionale) – 3:24
2. Will the Circle Be Unbroken (A. P. Carter) – 2:42
3. Rock of Ages (trad.) – 2:17
4. Long Road Ahead (Delaney Bramlett, Bonnie Bramlett, Carl Radle) – 3:25
5. Faded Love (Bob Wills, Johnnie Wills) – 4:03
6. Talkin' about Jesus (trad.) – 6:51
7. Come On In My Kitchen (Robert Johnson) – 2:41
8. Don't Deceive Me (Please Don't Go) (Chuck Willis) – 3:54
9. Never Ending Song of Love (Delaney Bramlett) – 3:20
10. Sing My Way Home (Delaney Bramlett) – 4:02
11. Goin' Down the Road Feelin' Bad (trad., Delaney Bramlett) – 5:12
12. Lonesome and a Long Way from Home (Delaney Bramlett, Bonnie Bramlett, Leon Russell) – 3:55